# 1ª Armata jugoslava
La 1ª Armata jugoslava, in cirillico Прва југословенска армија, in serbo-croato Prva jugoslovenska armija, è stata una formazione militare dell'Esercito Popolare di Liberazione della Jugoslavia che venne costituita il 1 gennaio 1945 raggruppando sotto il suo comando tutte le forze partigiane schierate sulla linea dello Srem nella fase finale della Seconda guerra mondiale sul Fronte jugoslavo.
La 1ª Armata, guidata fino al termine della guerra dal generale Peko Dapčević, riuscì dopo violenti combattimenti a sfondare nell'aprile 1945 il fronte tedesco sullo Srem e concluse la sua breve storia operativa partecipando alla campagna finale di liberazione del territorio jugoslavo ancora occupato.

## Storia
La 1ª Armata dell'Esercito popolare di liberazione venne ufficialmente attivata il 1 gennaio 1945 a partire dal comando del cosiddetto "1º Gruppo d'armata" che era stato costituito dal Comando supremo partigiano nel settembre 1944 per dirigere l'offensiva di Belgrado. Il famoso generale Peko Dapčević, già comandante del I Korpus e del "1º Gruppo d'armata", prese il comando della nuova 1ª Armata jugoslava, mentre Mijalko Todorović fu il commissario politico e Savo Drljević il capo di stato maggiore; quest'ultimo a febbraio 1945 venne sostituito da Milutin Morača.

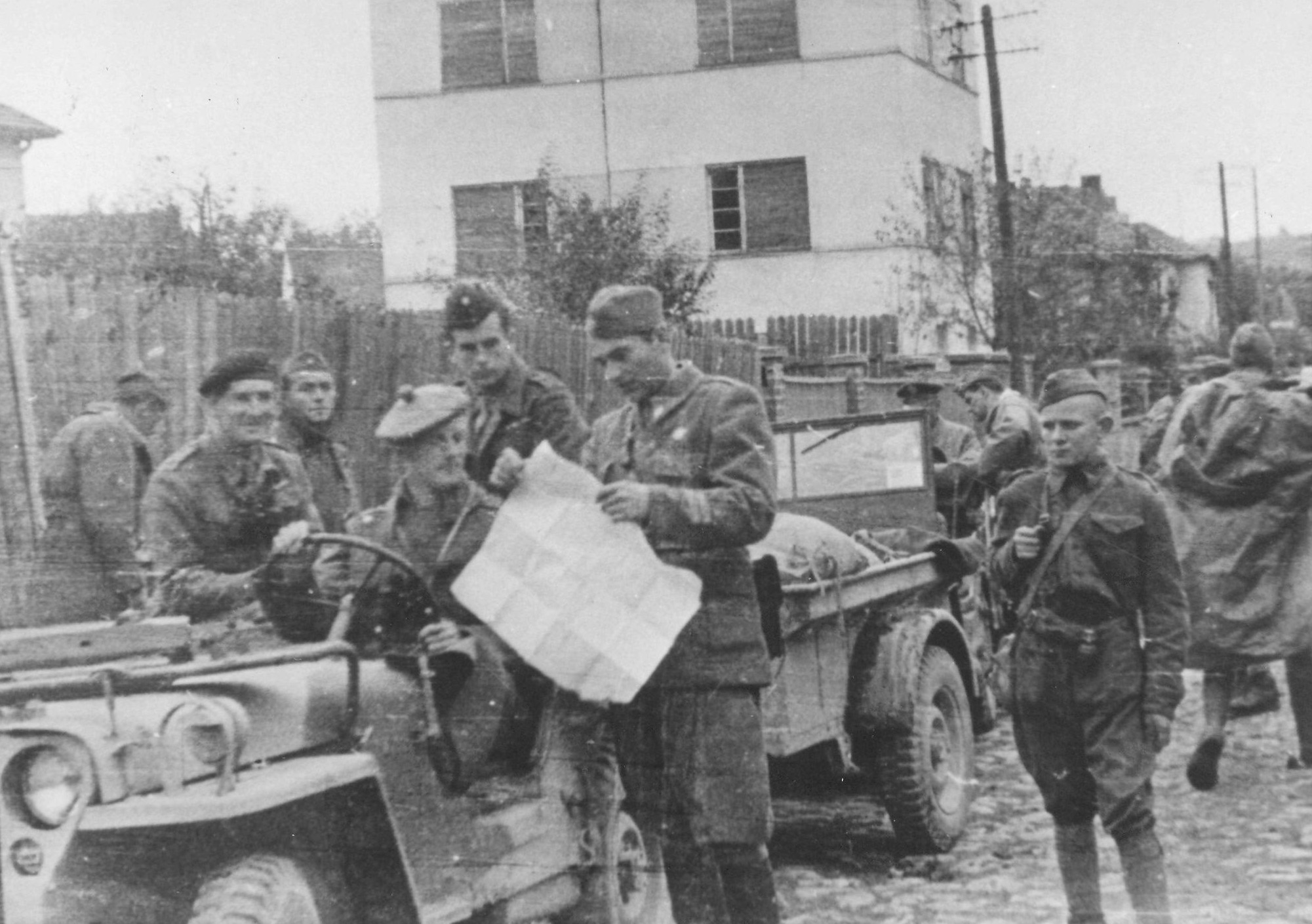
Savo Drljević, capo di stato maggiore del 1º Gruppo d'armata, discute con ufficiali britannici durante l'offensiva di Belgrado.

Inizialmente la 1ª Armata era costituita dal I Korpus con la 1ª Divisione proletaria e la 6ª Divisione della Lika; dalla 5ª Divisione della Craina, dalla 11ª Divisione della Craina, dalla 21ª Divisione serba e dalla 1ª brigata di cavalleria. Nei mesi seguenti l'armata venne progressivamente rinforzata con l'arrivo anche di una brigata di genieri, del XV Korpus con la 42ª Divisione macedone e la 48ª Divisione macedone, della 2ª Divisione proletaria e della 17ª Divisione bosniaca orientale; il 7 marzo 1945 furono aggiunte anche la 22ª Divisione serba e la 2ª brigata carri equipaggiata con carri medi sovietici T-34/85.
Dopo la sua costituzione la 1ª Armata prese il comando delle formazioni partigiane schierate tra i fiumi Sava e Danubio, sul cosiddetto fronte dello Srem, dove il comando tedesco del Gruppo d'armate E aveva organizzato solide linee difensive in grado di fermare l'avanzata dell'Esercito popolare dopo la liberazione della Serbia. I tedeschi difendevano il fronte dello Srem con le truppe del XXXIV Corpo d'armata che disponeva di due divisioni della Wehrmacht, due divisioni Waffen-SS, alcuni kampfgruppe, reparti collaborazionisti albanesi, polacchi e croati.

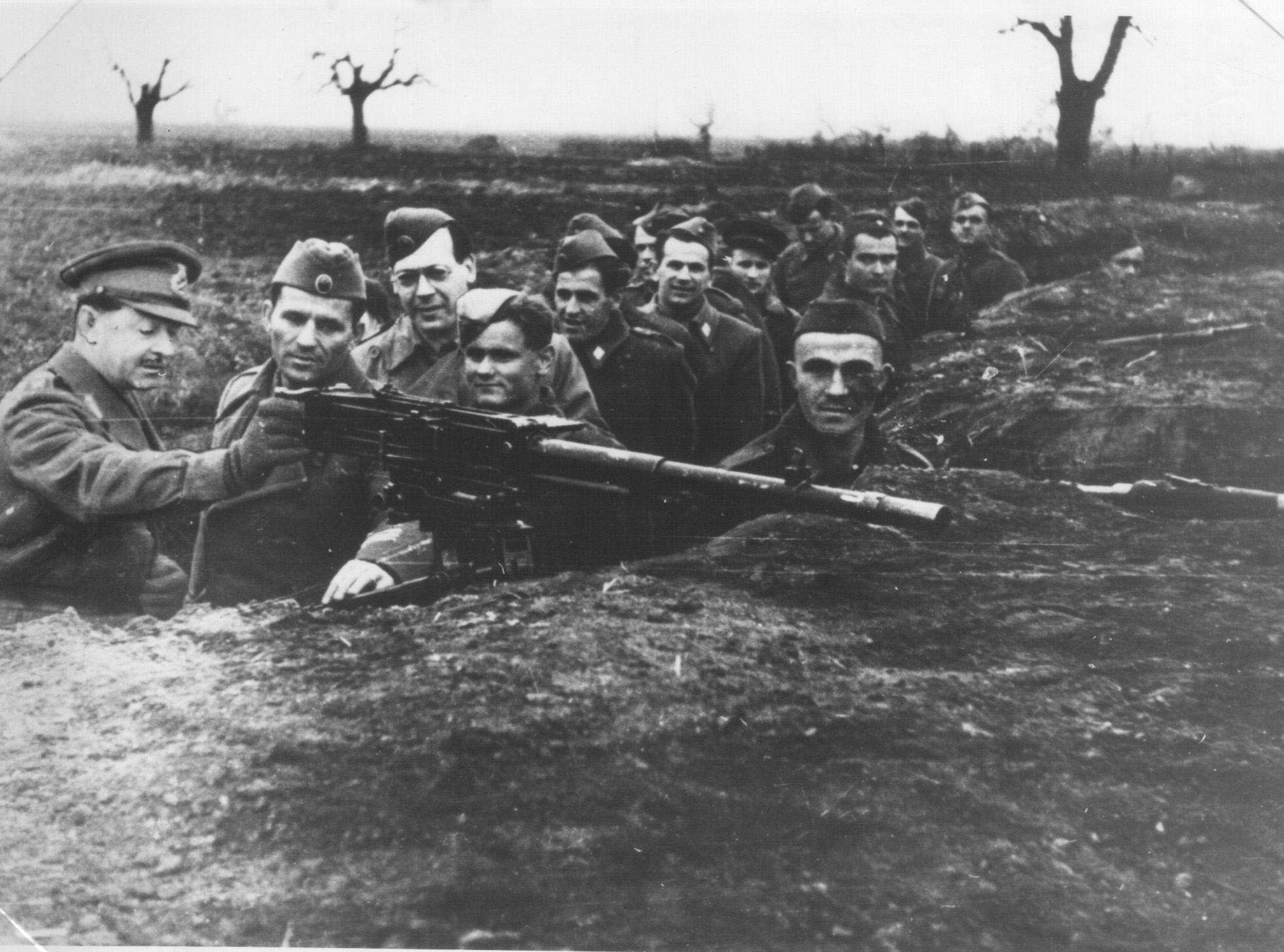
Il comandante della 1ª Armata Peko Dapčević ispeziona insieme al maresciallo britannico Harold Alexander le trincee del fronte dello Srem.

La 1ª Armata diede inizio alle operazioni avanzando verso la ferrovia strategica Brčko-Vinkovci, ma dovette ben presto passare sulla difensiva di fronte al contrattacco ordinato dal comando del Gruppo d'armate E al XXXIV Corpo d'armata tedesco. La manovra nemica, iniziata il 3 gennaio 1945, provocò duri scontri che terminarono con il successo dei partigiani grazie soprattutto all'azione della 21ª Divisione serba che respinse i tedeschi dalla riva sinistra del Bosut e presero il controllo dell'area di Brčko-Vinkovci. Dopo questo fallimento, il comando tedesco decise di sferrare un nuovo attacco con obiettivi limitati per migliorare le posizioni tattiche del XXXIV Corpo d'armata.
All'alba del 17 gennaio 1945 le truppe tedesche tornarono all'assalto sul fronte Sotin-Oriolik e misero in forte difficoltà le unità della 1ª Armata, conquistando in due giorni le località di Tovarnik, Mohovo, Lovas, Šid, Bapska; in particolare la 1ª Divisione proletaria subì gli attacchi più pesanti e dovette cedere alcune posizioni, anche gli italiani dei brigata "Italia" furono costretti ad arretrare e vennero ritirati dalla prima linea dal comando jugoslavo. Il 19 gennaio la 1ª Armata, rinforzata dalla 2ª Divisione proletaria e dal supporto aereo dell'aviazione sovietica, riuscì finalmente a fermare l'avanzata tedesca e riconquistò Šid e Bapska. Il fronte venne stabilizzato sulla linea fiume Bosut-Tovarnik-Ilinci-Batrovci-Lipovac dove la guerra di posizione continuò fino alla svolta decisiva del 12 aprile 1945. Il comandante dell'armata, Peko Dapčević, fu profondamente deluso per la sconfitta tattica subita inizialmente e per l'inesperienza delle sue truppe nella guerra convenzionale frontale; egli ammise le carenze dimostrate dai reparti e diede segni di esasperazione, nel corso di consultazioni a Belgrado, per la perdita di alcune decine di cannoni e per l'inferiorità dei suoi artiglieri in confronto alle unità nemiche.

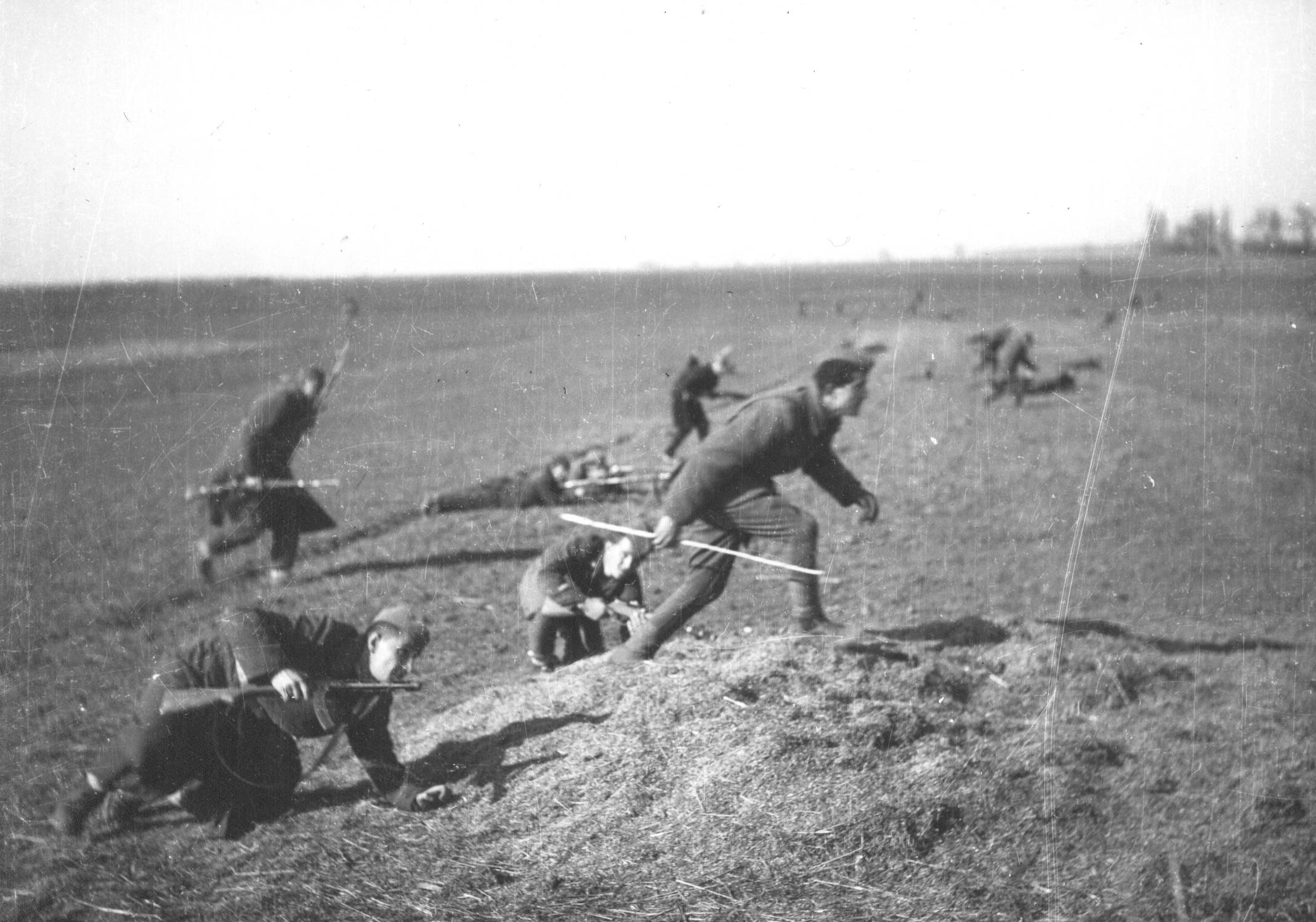
I partigiani della 1ª Armata jugoslava all'attacco sul fronte dello Srem.

In preparazione alla offensiva finale di primavera, il Comando supremo dell'Esercito popolare riorganizzò il suo schieramento sul fronte dello Srem e le unità della 1ª Armata furono divise in tre raggruppamenti: il "Gruppo settentrionale", formato dalla 1ª Divisione proletaria, la 21ª e 22ª Divisione serba e la 42ª e 48ª Divisione macedone; il "Gruppo del Bosut", con la 6ª Divisione della Lika, la 11ª Divisione della Craina, la brigata di cavalleria e la 2ª Brigata carri; il "Gruppo meridionale", con la 2ª Divisione proletaria, la 5ª Divisione della Craina e la 17ª Divisione bosniaca orientale.
L'ultima fase dei combattimenti sul fronte dello Srem ebbe inizio l'8 aprile 1945 con l'attacco del Gruppo del Bosut e del Gruppo meridionale che misero in difficoltà il fianco destro delle forze tedesche schierate tra le foreste del Bosut e il Danubio; dopo aspri scontri vennero liberate Bijeljina e Brčko. Il 12 aprile entrarono in campo le divisioni del Gruppo settentrionale, dopo una intensa preparazione d'artiglieria e con la partecipazione in sostegno della flottiglia del Danubio dell'Armata Rossa sovietica. L'offensiva del Gruppo settentrionale raggiunse importanti successi, vennero liberati molti villaggi tra Vukovar e Borovo e le forze partigiane arrivarono di fronte alle posizioni difensive di Vinkovci. Il giorno successivo, 13 aprile 1945, i reparti della 1ª Armata jugoslava entrarono a Vinkovci e Županja, mentre le forze tedesco-croate, la 3ª Divisione ustaša e la 41ª Divisione tedesca, ripiegarono verso Djakovo. Il comandante supremo jugoslavo, il maresciallo Tito espresse soddisfazione per i risultati raggiunti sullo Srem ed il 14 aprile elogiò ufficialmente il comando della 1ª Armata. La battaglia per sfondare il fronte dello Srem fu lo scontro più duro e sanguinoso combattuto dall'Esercito popolare durante la guerra; i partigiani, decisi ad attaccare e a sconfiggere il nemico, andarono all'assalto con grande slancio, dimostrando di aver migliorato le loro tattiche, ma le perdite furono pesanti, oltre 12.000 jugoslavi, principalmente serbi, caddero solo nell'avanzata fino a Vinkovci e Borovo.

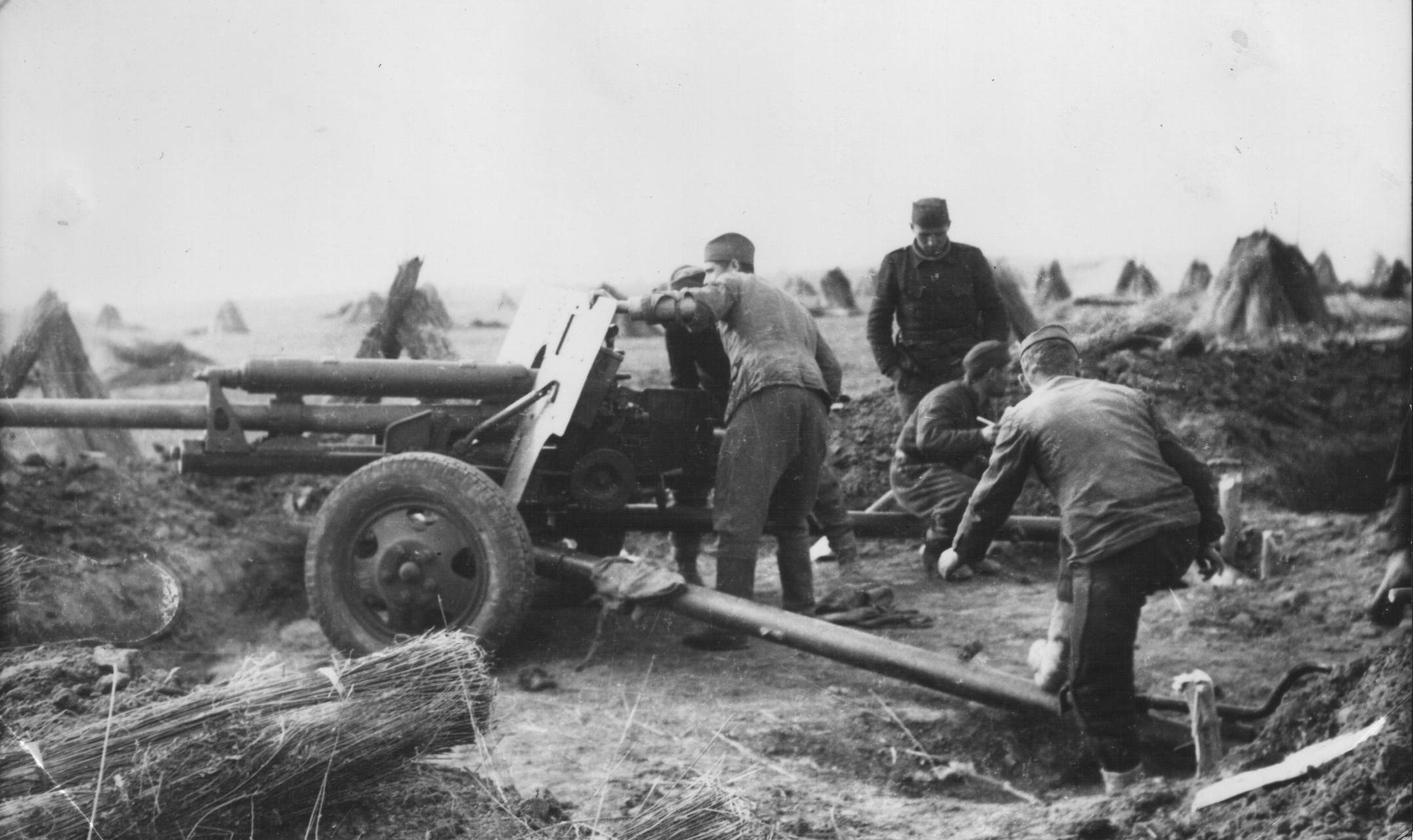
Cannone campale ZIS-3 dell'artiglieria della 1ª Armata jugoslava in azione sul fronte dello Srem.

Nei giorni seguenti continuò l'avanzata dei reparti della 1ª Armata; il 14-15 aprile furono raggiunti Vinkovci e Đakovo, 16 aprile fu liberata Slavonski Brod, e 17 aprile i partigiano conquistarono l'importante nodo ferroviario di Strizivojna; in questi combatitmenti si distinsero anche i partigiani italiani della brigata "Italia", aggregati alla 1ª Divisione proletaria. Nel frattempo, il comando supremo decise di ritirare dalla 1ª Armata la 2ª Divisione proletaria e la 22ª Divisione serba, mentre il 21 aprile la 17ª Divisione bosniaca orientale venne trasferita alla 3ª Armata; infine il 23 aprile 1945 venne sciolto il comando del XV Korpus macedone e le sue due divisioni, la 42ª e la 48ª, furono poste sotto il controllo diretto del quartier generale della 1ª Armata. Dopo questa riorganizzazione rimasero a far parte della 1ª Armata la 1ª Divisione proletaria, la 6ª Divisione della Lika, la 5ª e l'11ª Divisione della Craina, la 21ª Divisione serba, la 42ª e 48ª Divisione macedone, la 1ª Brigata di cavalleria, la brigata del genio e la 2ª Brigata carri, alla metà di aprile l'armata di Peko Dapčević aveva una forza effettiva di circa 66.000 combattenti.

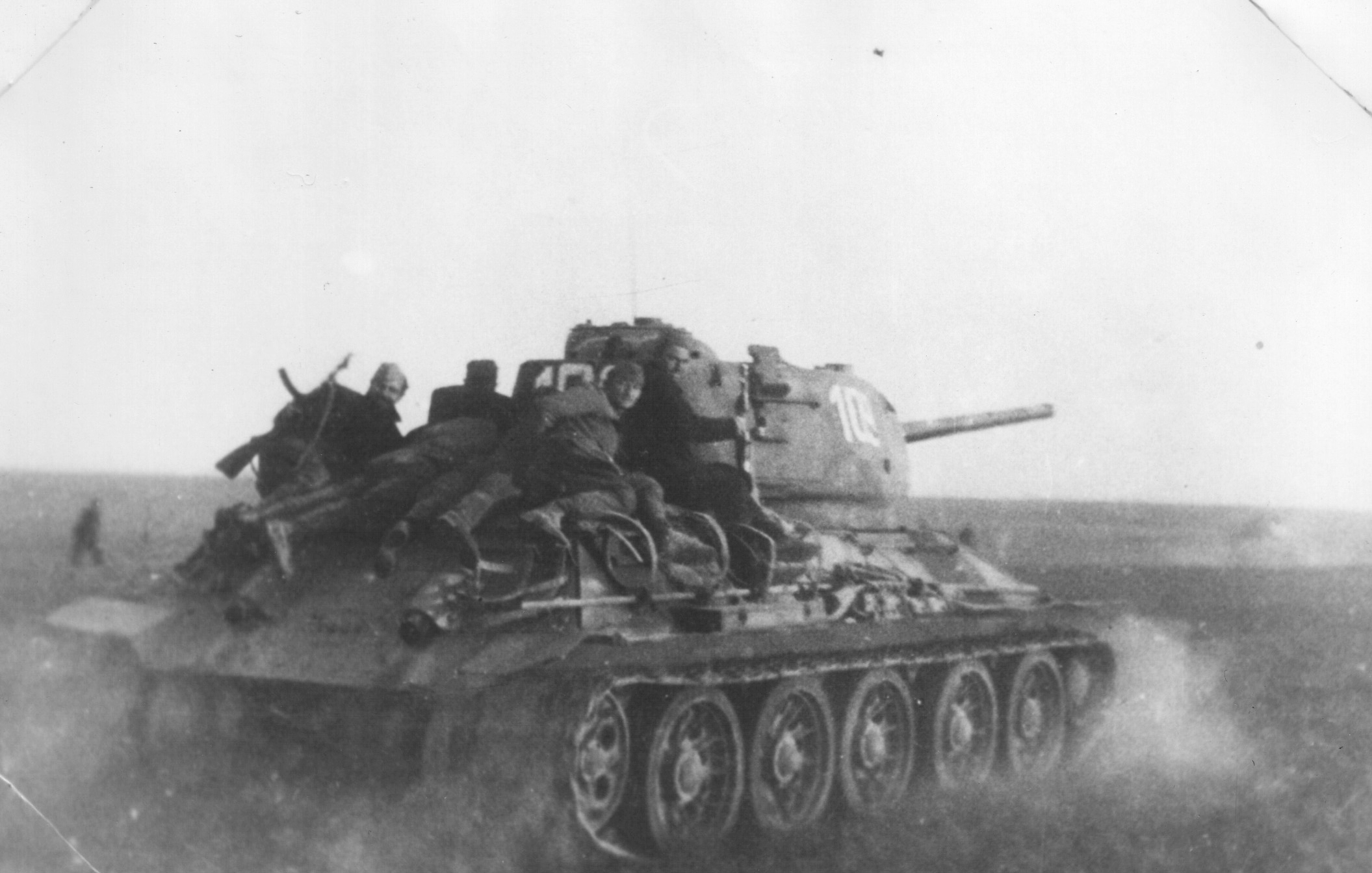
Un carro T-34/85 all'attacco insieme a partigiani jugoslavi sul fronte dello Srem.

Dal 16 aprile la 1ª Armata trasferì il centro di gravità delle operazioni principali sulla direttrice Đakovo-Slavonia Požega, da dove sferrò una serie di attacchi sul fianco dei tedeschi schierati nell'area di Slavonski Bord che subirono forti perdite e dovettero iniziare la ritirata generale verso Okučani. Dopo la liberazione di Slavonski Brod e Pleternica il 20 aprile, i partigiani liberarono Slavonia Pozega 21 aprile, Lipik il 22 aprile, Nova Kapela e Nova Gradiška il 23 aprile, Pakrac il 24 aprile e Okučani il 25 aprile. Le unità della 1ª Armata raggiunsero la linea del fiume Ilova; dopo violenti combattimenti dal 25 al 28 aprile, le formazioni partigiane superarono il corso d'acqua dal 1 al 4 maggio a Grubišno Polje e respinsero le forze tedesco-croate in direzione di Čazma e Kutina. La 1ª Armata continuò l'avanzata nella prima settimana di maggio in direzione di Zagabria; vennero raggiunte e liberate Garešnica il 3 maggio e Čazma il 5 maggio, dove entrarono per primi i partigiani italiani insieme a due brigate jugoslave.
Nell'ultima fase della campagna di liberazione, la 1ª Armata ricevette dal Comando supremo dell'esercito, il rinforzo del X Korpus costituito dalla 32ª Divisione dello Zagorje e dalla 33ª Divisione croata, e partecipò alla battaglia per la conquista di Zagabria in collaborazione con le unità della 2ª Armata. Il 9-10 maggio 1945 la capitale croata venne infine liberata; il comandante supremo Tito riconobbe pubblicamente i meriti dell'armata nella distruzione delle difese tedesco-croate e nella liberazione di Zagabria; dal 4 al 10 maggio le formazioni partigiane catturarono circa 10.000 prigionieri e grandi quantità di armi e materiali. Un raggruppamento della 1ª Armata formato da quattro divisioni, 5ª e 11ª Divisione della Craina, 21ª Divisione serba e 48ª Divisione macedone, continuò l'avanzata anche dopo la caduta di Zagabria in direzione di Celje-Šoštanj, e il 13 maggio raggiunse il confine con l'Austria dove si concluse la partecipazione dell'armata alla guerra di liberazione.